# Тахара (княжество)
Княжество Тахара (яп. 田原藩 Тахара-хан) — феодальное княжество (хан) в Японии периода Эдо (1601—1871). Тахара-хан располагался в провинции Микава (современная префектура Айти) на острове Хонсю.

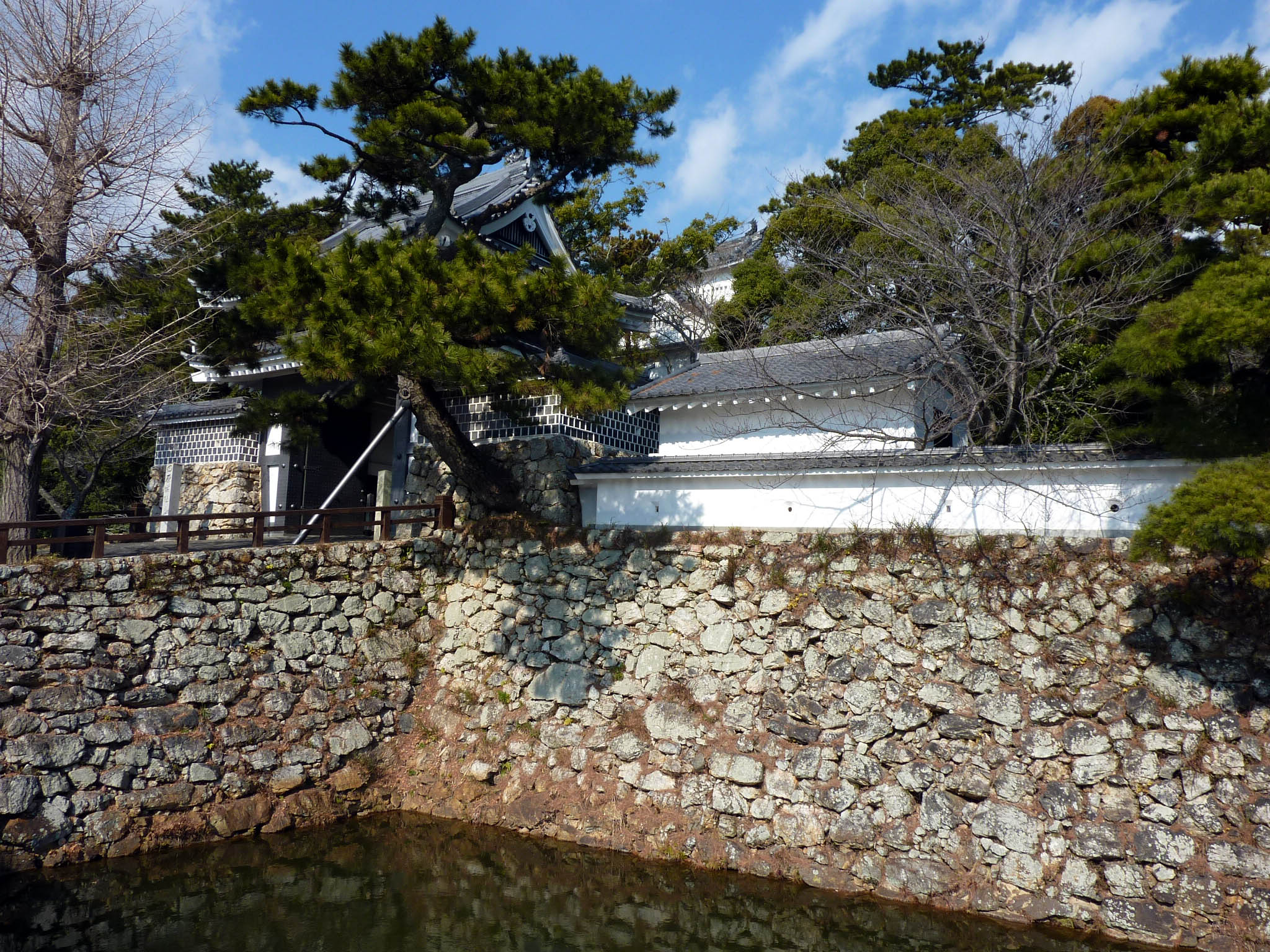
Ворота замка Тахара, административного центра Тахара-хана

Административный центр хана: замок Тахара в провинции Микава (современный город Тахара на юго-востоке современной префектуры Айти).

## История
В периоды Муромати и Сэнгоку большая часть полуострова Ацуми находилась под контролем клана Тода. Первоначально род Тода признавал сюзеренитет рода Имагава, а позднее попал под власть клана Токугава. После битвы при Одавара в 1590 году Тоётоми Хидэёси передал регион Канто под власть Токугава Иэясу. Род Тода был лишен своих владений, которые получил Икэда Тэрумаса, вассал Хидэёси. Род Тода сопровождал Иэясу в Эдо и получил титул хатамото, ему был пожалован домен Симода в провинции Идзу (5 000 коку).
После установления сёгуната Токугава Тода Такацугу получил титул даймё, его доход был увеличен до 10 000 коку. Тода Такацугу получил разрешение вернуться в замок Тахара, который в 1601 году стал центром вновь созданного княжества Тахара. В 1664 году его сын и преемник, Тода Тадамаса, был переведен в Томиока-хан в провинции Хиго (21 000 коку), а в Тахара-хан был переведен клан Миякэ, который владел им до Реставрации Мэйдзи.
По переписи 1696 года, в княжестве Тахара проживало 20 343 человек и существовало 4 314 домохозяйств. Княжество имело главную резиденцию (камиясики) в Эдо. В конце периода Эдо даймё Тахара-хана принадлежало 34 деревни в районе Ацуми в провинции Микава.
Уроженцем Тахара-хана был японский художник и учёный Ватанабэ Кадзан (1793—1841).
В июле 1871 года Тахара-хан был ликвидирован. На территории бывшего княжества первоначально была создана префектура Тахара, ставшая в ноябре того же 1871 года частью префектуры Нуката, позднее ставшей частью современной префектуры Айти.

## Список даймё
| #                                 | Имя и годы жизни                      | Годы правления | Титул                    | Ранг                                                                            | Кокудара    | Примечания                                                                                  |
| --------------------------------- | ------------------------------------- | -------------- | ------------------------ | ------------------------------------------------------------------------------- | ----------- | ------------------------------------------------------------------------------------------- |
| Род Тода (фудай-даймё) 1601—1664  |                                       |                |                          |                                                                                 |             |                                                                                             |
| 1                                 | Тодо Такацугу (1565—1615)(戸田尊次)   | 1601-1615      | Тоса-но-ками (土佐頭)    | Младший пятый нижней ступени (従五位下)                                         | 10,000 коку | сын хатамото Тода Тадацугу (1531—1597)                                                      |
| 2                                 | Тода Тадаёси (1586—1647) (戸田忠能)   | 1615-1647      | Инаба-но-ками (因幡守)   | Младший пятый нижней ступени (従五位下)                                         | 10,000 коку | сын Тода Такацугу                                                                           |
| 3                                 | Toда Тадамаса (1632—1699) (戸田忠昌)  | 1647-1664      | Ямасиро-но-ками (山城守) | Младший четвёртый нижней ступени (従四位下), императорский камергер,Jiju (侍従) | 10,000 коку | внук Тода Такацугу                                                                          |
| Род Миякэ (фудай-даймё) 1664—1871 |                                       |                |                          |                                                                                 |             |                                                                                             |
| 1                                 | Миякэ Ясукацу (1628—1687)(三宅康勝)   | 1664-1687      | Ното-но-ками (能登守)    | Младший пятый нижней ступени (従五位下)                                         | 12,000 коку | сын Миякэ Ясумори (1600—1658), даймё Исэ Камеяма-хана (1632—1636) и Коромо-хана (1636—1657) |
| 2                                 | Миякэ Ясуо (1659—1726) (三宅康雄)     | 1687-1726      | Бидзэн-но-ками (備前守)  | Младший пятый нижней ступени (従五位下)                                         | 12,000 коку | сын Миякэ Ясукацу                                                                           |
| 3                                 | Миякэ Ясунори (1683—1753) (三宅康徳)  | 1726-1745      | Бинго-но-ками (備後守)   | Младший пятый нижней ступени (従五位下)                                         | 12,000 koku | сын Миякэ Ясунао                                                                            |
| 4                                 | Миякэ Ясутака (1710—1791) (三宅康高)  | 1745-1755      | Бидзэн-но-ками (備前守)  | Младший пятый нижней ступени (従五位下)                                         | 12,000 коку | сын Миякэ Ясунори                                                                           |
| 5                                 | Миякэ Ясуюки (1729—1803) (三宅康之)   | 1755-1780      | Бинго-но-ками (備後守)   | Младший пятый нижней ступени (従五位下)                                         | 12,000 коку | внук Миякэ Ясуо                                                                             |
| 6                                 | Миякэ Ясутакэ (1763—1785) (三宅康武)  | 1780-1785      | Бидзэн-но-ками (備前守)  | Младший пятый нижней ступени (従五位下)                                         | 12,000 коку | 4-й сын Миякэ Ясуюки                                                                        |
| 7                                 | Миякэ Ясукуни (1764—1792) (三宅康邦)  | 1785-1792      | Ното-но-ками (能登守)    | Младший пятый нижней ступени (従五位下)                                         | 12,000 коку | 5-й сын Миякэ Ясуюки                                                                        |
| 8                                 | Миякэ Ясутомо (1764—1809) (三宅康友)  | 1792-1809      | Бидзэн-но-ками (備前守)  | Младший пятый нижней ступени (従五位下)                                         | 12,000 коку | 4-й сын Миякэ Ясутаки                                                                       |
| 9                                 | Миякэ Ясукадзу (1798—1823) (三宅康和) | 1809-1823      | Цусима-но-ками (対馬守)  | Младший пятый нижней ступени (従五位下)                                         | 12,000 коку | внук Миякэ Ясутаки                                                                          |
| 10                                | Миякэ Ясутеру (1800—1827) (三宅康明)  | 1823-1827      | Бидзэн-но-ками (備前守)  | Младший пятый нижней ступени (従五位下)                                         | 12,000 коку | 3-й сын Миякэ Ясутомо                                                                       |
| 11                                | Миякэ Ясунао (1811—1893) (三宅康直)   | 1828-1850      | Тоса-но-ками (土佐守)    | Младший четвёртый нижней ступени (従四位下)                                     | 12,000 коку | 9-й сын Сакаи Тададзанэ                                                                     |
| 12                                | Миякэ Ясуёси (1831—1895) (三宅康保)   | 1850-1871      | Бидзэн-но-ками (備前守)  | Младший пятый нижней ступени (従五位下), виконт                                 | 12,000 коку | внук Миякэ Ясутеру                                                                          |